# Mizolastină
Mizolastina este un antihistaminic H1 derivat de benzimidazol, de generația a 2-a, fiind utilizat în tratamentul unor alergii.